# 21e cérémonie des Southeastern Film Critics Association Awards
La 21e cérémonie des Southeastern Film Critics Association Awards (SEFCA Awards), décernés par la Southeastern Film Critics Association, a eu lieu le 17 décembre 2012, et a récompensé les films réalisés dans l'année,.

## Palmarès

### Top 10
1. Argo
2. Zero Dark Thirty
3. Lincoln
4. Moonrise Kingdom
5. Happiness Therapy (Silver Linings Playbook)
6. Les Bêtes du sud sauvage (Beasts of the Southern Wild)
7. The Master
8. Les Misérables
9. L'Odyssée de Pi (Life Of Pi)
10. The Dark Knight Rises

### Meilleur film
- Argo
  - Zero Dark Thirty

### Meilleur réalisateur
- Ben Affleck pour Argo
  - Kathryn Bigelow pour Zero Dark Thirty

### Meilleur acteur
- Daniel Day-Lewis pour le rôle d'Abraham Lincoln dans Lincoln
  - Joaquin Phoenix pour le rôle de Freddie Quell dans The Master

### Meilleure actrice
- Jennifer Lawrence pour le rôle de Tiffany dans Happiness Therapy (Silver Linings Playbook)
  - Jessica Chastain pour le rôle de Maya dans Zero Dark Thirty

### Meilleur acteur dans un second rôle
- Philip Seymour Hoffman pour le rôle de Lancaster Dodd dans The Master
  - Tommy Lee Jones pour le rôle de Thaddeus Stevens dans Lincoln

### Meilleure actrice dans un second rôle
- Anne Hathaway pour le rôle de Fantine dans Les Misérables
  - Sally Field pour le rôle de Mary Todd Lincoln dans Lincoln

### Meilleure distribution
- Lincoln
  - Moonrise Kingdom

### Meilleur scénario original
- Moonrise Kingdom – Roman Coppola et Wes Anderson
  - Zero Dark Thirty – Mark Boal

### Meilleur scénario adapté
- Argo – Chris Terrio
  - Lincoln – Tony Kushner

### Meilleure photographie
- L'Odyssée de Pi (Life Of Pi) – Claudio Miranda
  - Skyfall – Roger Deakins

### Meilleur film en langue étrangère
- Intouchables •  France
  - Amour •  Autriche /  France

### Meilleur film d'animation
- L'Étrange Pouvoir de Norman (ParaNorman)
  - Frankenweenie

### Meilleur film documentaire
- The Queen of Versailles
  - Bully

### Wyatt Award
(récompense en l'honneur de Gene Wyatt pour un film qui capture l'esprit du Sud)
- Les Bêtes du sud sauvage (Beasts of the Southern Wild)
  - Bernie